# Aenictopecheidae
Famille
Les Aenictopecheidae forment une famille d'Insectes hétéroptères (punaises), de l'infra-ordre des Enicocephalomorpha, encore mal connue, de répartition principalement tropicale.
Elle compte une dizaine de genres et une vingtaine d'espèces, mais d'autres espèces attendent d'être décrites.

## Caractéristiques
Ils sont de petite taille (3 à 10 mm). Comme les autres Enicocephalomorpha, ils ont la tête formant deux lobes, en avant et en arrière des yeux, marqués par un étranglement. Leur pronotum présente un lobe postérieur souvent abrégé, non marqué par une bordure formant une sinuosité, qui donne l'impression d'un pronotum en deux parties (alors que chez les Enicocephalidae, il semble avoir trois lobes (collier, lobe antérieur et lobe postérieur). Leurs hémélytres, lorsqu'elles sont présentes, apparaissent comme entièrement membraneuses. Dans les formes macroptères, la fracture costale (fracture dans la nervure du bord de l'aile) est généralement présente (sauf chez les Murphyanellinae), alors qu'elle est absente chez les Enicocephalidae. Leur taille varie de 3 à 10 mm,. 
Chez les juvéniles, les ébauches alaires sont visibles, et ne se touchent pas sur leur ligne médiane.
Au niveau microscopique, chez les mâles, le phallus saille en dehors du pygophore. Les paramères sont mobiles, articulés avec le pénis. Chez les femelles, l'ovipositeur est généralement présent, rarement réduit,.

## Répartition
Les Aenictopecheidae sont principalement présents dans les zones tropicales (et surtout dans l'hémisphère sud), avec quelques exceptions présentes dans les régions subantarctique et holarctique. On les pense donc d'origine gondwanienne.   
- En Amérique tropicale, on rencontre Tornocrusus ;
- en Afrique tropicale, Ulugurocoris,
- à Madagascar Lomagostus;
- dans la région indomalaise Aenictopechys (Indonésie), Murphyanella et Timahocoris (Singapour),  †Paenicotechys et †Cretocephalus ;
- en Australie, Australostolus et Nymphocoris (Tasmanie), également présent en Nouvelle-Zélande, avec Maoristolus[6].
- seules trois espèces sont rencontrées dans les régions 
  - subantarctique Gamostolus, extrême sud du Chili et de l'Argentine) et
  - holarctique (Boreostolus, Russie et Amérique du Nord).

## Biologie
On connaît mal la biologie de ces insectes rarement trouvés. On sait que Boreostolus vit sous des blocs de rochers dans le substrat graveleux ou sablonneux, comme les Cryptostemma (Dispocoridae). Gamostolus a été trouvé sous des pierres et dans la litière forestière. Les Maoristolinae ont été trouvés dans la litière, sous des écorces et dans la mousse. Les Nymphocorinae vivent dans le sol, dans la litière, dans des touffes d'herbe. 

## Systématique

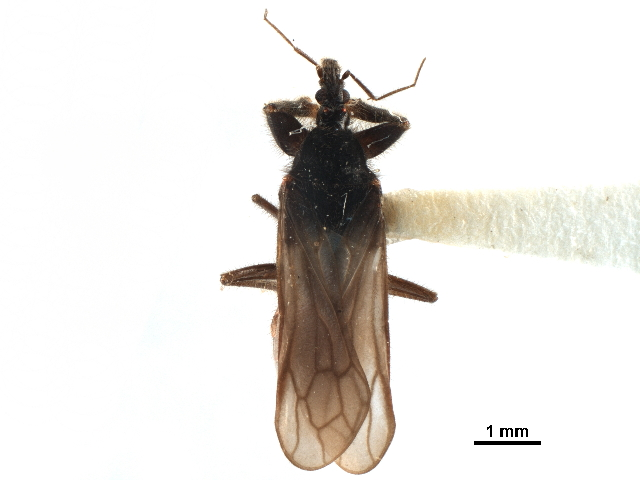
Gamostoliini sp., de lieu inconnu

Les Aenictopecheidae sont établis en 1932 par Robert L. Usinger, avec le statut initial de sous-famille au sein des Enicocephalidae considérés alors au sein des Reduvioidea. Bien qu'il l'abandonne dans la classification qu'il donne des Enicocephalomorpha (encore Enicocephalidae) en 1945, elle reste maintenue par les autres scientifiques. Avec l'élévation des Enicocephalidae au statut d'infra-ordre sous le nom d'Enicocephalomorpha en 1975, le taxon prend le statut de famille. 
Les subdivisions internes (sous-familles) sont établies par Pavel Štys en 1989, avec quatre sous-famille, les Aenichtopecheinae (comprenant deux tribus, les Aenichtopecheini et les Gamostolini), les Maoristolinae (monotypique, avec Maoristolus, de Nouvelle-Zélande), les Murphyanellinae (de Malaisie) et les Nymphocorinae (monotypique, avec Nymphocoris, de Nouvelle-Zélande et de Tasmanie). Štys et Baňař (2013) considèrent que les Nymphocorinae, Maoristolinae et Murphyanellinae (pour cette dernière, la monophylie est estimée douteuse) mériteraient probablement le rang de famille, et appellent donc des études ultérieures.
De nombreuses espèces et genres restent à décrire, qui pourraient contribuer à modifier cette classification. 

### Fossiles
Quelques rares fossiles d'Aenictopecheidae ont été retrouvés. Le plus ancien, †Enicocephalinus acragrimaldii, remonte au Barrémien (Crétacé inférieur, entre −130 et −125 millions d'années) et a été retrouvé au Liban dans de l'ambre lithifiée. Il a initialement été attribué aux Enicocephalidae, puis transféré dans les Aenictopechidae. Deux autres espèces, †Paenicotechys fossilis (Cockerell 1916) et †Cretocephalus stysi ont été trouvées dans de l'ambre de Birmanie, et datent du Cénomanien (Crétacé inférieur, entre 99 et 93 millions d'années).

### Liste des sous-familles, des tribus et des genres
Selon BioLib (5 novembre 2023) corrigé et complété à partir de Schuh et Weirauch (2020):
- sous-famille Aenictopecheinae Usinger, 1932
  - tribu Aenictopecheini Usinger, 1932
    - genre Aenictopechys Breddin, 1905
    - genre Lomagostus Villiers, 1958
    - genre Ulugurocoris Stys & Banar, 2013
    - genre †Paenicotechys Štys, 1969

  - tribu Gamostolini Štys, 1989
    - genre Australostolus Štys, 1980
    - genre Boreostolus Wygodzinsky & Štys, 1970
    - genre Gamostolus Bergroth, 1927
    - genre Tornocrusus Kritsky, 1977
- sous-famille Maoristolinae Štys, 1989
  - genre Maoristolus Woodward, 1956
- sous-famille Murphyanellinae Štys, 1989
  - genre Murphyanella Wygodzinsky & Stys, 1982
  - genre Timahocoris Wygodzinsky & Stys, 1982
- sous-famille Nymphocorinae Štys, 1989
  - genre Nymphocoris Woodward, 1956
- incertae sedis
  - genre Aenictocoris Woodward, 1956
  - genre †Cretocephalus Luo and Xie 2022
  - genre †Enicocephalinus Azar et al. 1999